# Municipio de Minerva (Iowa)
El municipio de Minerva (en inglés: Minerva Township) es un municipio ubicado en el condado de Marshall en el estado estadounidense de Iowa. En el año 2010 tenía una población de 458 habitantes y una densidad poblacional de 4,94 personas por km².

## Geografía
El municipio de Minerva se encuentra ubicado en las coordenadas 42°4′51″N 93°10′4″O / 42.08083, -93.16778. Según la Oficina del Censo de los Estados Unidos, el municipio tiene una superficie total de 92.8 km², de la cual 92,42 km² corresponden a tierra firme y (0,41 %) 0,38 km² es agua.

## Demografía
Según el censo de 2010, había 458 personas residiendo en el municipio de Minerva. La densidad de población era de 4,94 hab./km². De los 458 habitantes, el municipio de Minerva estaba compuesto por el 96,94 % blancos, el 0,22 % eran afroamericanos, el 0,44 % eran amerindios, el 0,87 % eran asiáticos, el 0,22 % eran de otras razas y el 1,31 % eran de una mezcla de razas. Del total de la población el 0,66 % eran hispanos o latinos de cualquier raza.